# Maison Defaaz
L'ancienne maison Defaaz ou ancien hôtel Defaaz est un immeuble classé datant de 1717 situé dans la ville de Verviers en Belgique (province de Liège).

## Localisation
Cet ancien hôtel particulier est situé à Verviers, aux nos 42, 44 et 46 de la rue Jules Cerexhe, une ancienne artère longeant la rive droite de la Vesdre et possédant plusieurs immeubles classés. L'immeuble est aujourd'hui scindé en trois maisons d'habitation. Le no 42 se situe à droite, le no 44, au centre et le no 46, à gauche.

## Historique
La demeure a été construite en 1717 ou vers 1717 pour Théodore Defaaz qui a laissé son nom à la maison. Sous l'Ancien Régime, la voirie nommée actuellement rue Jules Cerexhe, située à Hodimont, ne faisait pas partie comme la ville de Verviers du marquisat de Franchimont sous tutelle de la principauté de Liège  mais appartenait au duché de Limbourg où la taxation était moindre.

## Description
Érigée dans le style Louis XIII, la façade possède huit travées et trois niveaux (deux étages). Le rez-de-chaussée est réalisé en pierre calcaire équarrie. La partie gauche a été complètement remaniée. La partie centrale possède une porte cochère cintrée à linteau à crossettes. Les deux étages sont réalisés en brique avec encadrements des baies en pierre calcaire avec clé de voûte passante. Les quatrième et cinquième travées sont surmontées d'un fronton courbe profilé percé d'un oculus ovale.